# Store Arden
Store Arden er en lille landsby i Himmerland. Landsbyen ligger i Store Arden Sogn i Mariagerfjord Kommune og hører til Region Nordjylland.
Store Arden er tidligere hovedby i området, som et selvstændigt lille lokalsamfund med kirke, købmand, smed etc. omkring gårdene der gjorde kernen for byen. I dag er gårdbrug mest frøavl og egentlig dyredrift eksisterer ikke mere. Handel forsvandt helt med nedlæggelse af købmandsbutikken tilbage i halvfjerdserne.
Hovedbyen ændres til Arden, som senere blev hovedby for daværende Arden kommune, og er nu en del af Mariagerfjord kommune. Ændringen kom med anlæggelse af jernbanen ned gennem Jylland, hvor der blev afsat et trinbræt i nuværende Arden, den gang kaldet Hesselholt. Rygterne siger det var fordi bønderne i Store Arden på daværende tidspunkt ikke ville have banen ind over deres jorde.
Landsbyen er beliggende øst for Arden (tidligere benævnt Hesselholt), og Lille Arden. Lille Arden og Store Arden er de oprindelige landsbyer i området.

## Historie
Store Arden bestod i 1682 af 8 gårde, 1 hus med jord og 11 huse uden jord. Det samlede dyrkede areal udgjorde 279,0 tønder land skyldsat til 41,36 tønder hartkorn. Dyrkningsformen var græsmarksbrug med tægter.